# 펠릭스 포르
펠릭스 포르(Félix Faure, 1841년 1월 30일 ~ 1899년 2월 16일)는 프랑스의 제 7대 대통령으로 제3공화정 출범후 6번째로 대통령에 당선되어 직무를 수행했다.

## 생애

### 성장 과정
펠릭스 포르는 1841년 프랑스 파리에서 가구상의 아들로 출생하여 지난날 한때 프랑스 아비뇽에서 잠시 유아기를 보낸 적이 있는 그는 그 후 르아브르에서 성장하였다. 그는 어린 시절 무두질을 하며 르아브르에서 세월을 보냈고, 막대한 부를 축적해 나폴레옹 3세 치세 말기 시절(1868년) 잠시 황정 비서관 직을 지냈고 그 후 1876년 프랑스 현대공화국민회의에 입당하였으며 1895년 대통령에 당선되었다.

### 사생활과 가족
펠릭스 포르는 1865년 7월 18일 앙부아즈에서 마리마틸드 베르트 벨뤼오(Marie-Mathilde Berthe Belluot)와 결혼했다. 부부는 두 딸을 가졌다.
- 뤼시 포르(Lucie Faure, 1866-1913)는 프랑스 어린이 형제회(Ligue fraternelle des enfants de France)의 창립자이다. 아카데미 프랑세즈 회원(1922)인 작가 조르주 고요와 결혼하였으며 슬하에 자식은 없었다. 뤼시 포르 역시 문인이었는데, "뤼시 펠릭스-포르 고요"라는 이름으로 몇 편의 작품을 펴냈으며 특히 외제니 드 게랭 전기가 유명하다.
- 앙투아네트 포르(Antoinette Faure, 1871-1950)는 엔지니어 르네 베르주(1862-1948)과 결혼하여 세 자식을 낳았으며, 그 중 수학자 클로드 베르주의 아버지가 된 정신분석학자 앙드레 베르주가 있다.

펠릭스 포르의 두 딸은 마르셀 프루스트의 소꿉친구였다.

### 재임

#### 드레퓌스 사건
그의 정치사 중 가장 두드러진 사건은 단연 드레퓌스 사건이다. 유대인인 드레퓌스는 1895년 프로이센에 군사기밀을 넘겼다는 죄목으로 체포되었는데, 나중에 무죄로 밝혀졌다. 한편, 이 사건을 계기로 친드레퓌스 파와 반드레퓌스 파로 나뉘었는데, 친드레퓌스 파는 에밀 졸라, 조르주 클레망소 등이고, 반드레퓌스파는 집권층인 당시 대통령 펠릭스 포르 등이었다. 에밀 졸라는 《나는 고발한다》라는 공개서한을 1898년 1월 13일 로로르(L’Aurore) 신문에 게재하여 대놓고 대통령 펠리스 포르의 실명을 거론하여 비난했다.

## 죽음
펠릭스 포르는 재임중인 1897년 마르그리트 스테네이(Marguerite Steinheil)를 만나게 되었는데, 유부녀였던 스테네이를 사랑했던 포르 대통령은 스테네이와 밀애를 즐겼다가, 1899년 2월 16일, 포르 대통령은 은밀히 스테네이를 엘리제 궁전으로 몰래 불렀다. 그곳에서 포르는 스테네이와 있던 중 갑자기 스테네이가 급하게 사람을 불렀다. 사람들에 의해 발견된 포르는 매우 위독하였고, 병원에 옮겨지고 몇시간 뒤 숨졌다. 프랑스 제3공화국 정부는 포르 대통령이 애인 스테네이와 밀애를 즐기던 중 복상사한 것으로 추정했다.

## 역대 선거 결과
| 선거명      | 직책명 | 대수 | 정당                | 1차 득표율 | 1차 득표수 | 2차 득표율 | 2차 득표수 | 결과 | 당락 |
| ----------- | ------ | ---- | ------------------- | ---------- | ---------- | ---------- | ---------- | ---- | ---- |
| 1895년 선거 | 대통령 | 7대  | 기회주의적 공화주의 | 31.00%     | 244표      | 53.75%     | 430표      | 1위  |      |